# Cornelio Sánchez
El Coronel Cornelio Sánchez fue un militar mexicano que participó en la Revolución mexicana. Se incorporó al movimiento constitucionalista bajo las órdenes de Pablo González Garza. Alcanzó el grado de coronel. Fue jefe del Sector de Xochimilco, Distrito Federal. 